# 斯金納冰川
斯金納冰川（英語：Skinner Glacier）是南極洲的冰川，位於帕爾默地西側，流經迪克西山和弗勞爾山，最終在卡爾斯角以東注入喬治六世海峽，由英國南極名稱諮詢委員會命名，現時由南極條約體系管理。